# Elisabeth Sophie Dabelstein
Elisabeth Sophie Dabelstein (* 4. März 1895 in Schleswig; † 26. Oktober 1976 in Bennekom (Niederlande)) war eine deutsche Alpinistin, Schriftstellerin und Leiterin eines Kinderheims in Oberstdorf (Bayern).

## Leben
Elisabeth Sophie Dabelstein studierte in München und war eine in den 1920er und 1930er Jahren bekannte Bergsteigerin, die unter anderem die Westwand des Hohen Göll, die Südwand des Untersbergs und den Watzmann bestieg. Ihr häufigster Begleiter war dabei der Berchtesgadener Bergsteiger und Bergführer Josef Aschauer (1902–1995). Ihre Erfahrungen als Alpinistin schrieb sie in mehreren Artikeln und biografisch gefärbten Erzählungen nieder.
Während der Zeit der nationalsozialistischen Herrschaft leitete Elisabeth Sophie Dabelstein das Kinderheim „Hohes Licht“ im bayerischen Oberstdorf, das die niederländische Schriftstellerin Henriëtte de Beaufort (1890–1982) von einem Erbe gestiftet hatte (heute „Klinik Hohes Licht“). Ab 1933 wurden dort auch jüdische Kinder aufgenommen, die mit falschen Papieren versehen in die Schweiz gebracht und vor der Verfolgung gerettet werden konnten. 1954 wurde Elisabeth Sophie Dabelstein wegen ihres Einsatzes für die jüdischen Kinder von der niederländischen Regierung zusammen mit Henriëtte de Beaufort zur Ordensritterin von Oranien-Nassau ernannt.
Nach dem Zweiten Weltkrieg übersiedelte Elisabeth Dabelstein gemeinsam mit Henriëtte de Beaufort in die Niederlande. Elisabeth Dabelstein starb 1976 im niederländischen Bennekom und ist auch dort begraben.

## Leistungen
Unter anderem bestieg sie zusammen mit dem Berchtesgadener Bergführer Josef Aschauer mehrfach den Watzmann.

## Werke
- Wände und Grate. Das Bergland-Buch Salzburg, Salzburg 1949.